# His Daughter (film 1912)
His Daughter è un cortometraggio muto del 1912 scritto e diretto da Bannister Merwin.

## Produzione
Il film fu prodotto dalla Edison Company.

## Distribuzione
Distribuito dalla General Film Company, il film - un cortometraggio in una bobina - uscì nelle sale cinematografiche statunitensi il 13 febbraio 1912.